# The Last Quiet Place
The Last Quiet Place ist ein Jazzalbum von Ingrid Laubrock. Die im September 2019 im Studio Firehouse 12, New Haven, Connecticut entstandenen Aufnahmen erschienen am 31. März 2023 auf Kris Davis’ Pyroclastic Records.

## Hintergrund
Die Hälfte der Gruppe auf The Last Quiet Place besteht aus früheren Laubrock-Mitarbeitern: Gitarrist Brandon Seabrook, Bassist Michael Formanek und Schlagzeuger Tom Rainey, von denen letzterer seit vielen Aufnahmen Laubrocks Perkussion-Partner ist. Zusätzlich werden sie hier von der Geigerin Mazz Swift und der Cellistin Tomeka Reid begleitet – zwei Drittel des Streichtrios Hear in Now (zusammen mit der Bassistin Silvia Bolognesi), dessen Album Not Living in Fear (International Anthem) 2017 erschienen war.
Ingrid Laubrocks Album auf Kris Davis’ Pyroclastic Records enthält sechs Eigenkompositionen der Saxophonistin. Sie hat ihre Ziele in einer kürzlich veröffentlichten Erklärung dargelegt: „Ich bin immer auf der Suche nach Klarheit und Zielstrebigkeit.“ Das Problem ist, so die Musikerin, „dass wir ständig in Aufruhr sind … Es kann ein echter Aufruhr oder ein erfundener Aufruhr sein – wir alle sind süchtig nach dem Nachrichtenzyklus und ständig online, wobei Signale an unser Gehirn gesendet werden Wir müssen jederzeit wachsam und besorgt sein, wenn es uns eigentlich besser tut, es nicht zu sein.“ Der letzte ruhige Ort ist zwangsläufig „in sich selbst“, doch „selbst das zu finden scheint die meiste Zeit unmöglich“.

## Titelliste
- Ingrid Laubrock: The Last Quiet Place (Pyroclastic Records)[2]

1. Anticipation 6:35
2. Grammy Season 8:29
3. The Last Quiet Place 8:32
4. Delusions 8:24
5. Afterglow 5:45
6. Chant II 11:15

Die Kompositionen stammen von Ingrid Laubrock.

## Rezeption
Nach Ansicht von Troy Dostert, der das Album in All About Jazz rezensierte, liege die Genialität von Laubrocks Kompositionen in der Art und Weise, wie sie kompositorische Struktur mit improvisatorischer Freiheit in Einklang bringe. Diese Stücke seien gründlich entworfen, aber innerhalb ihrer Parameter würden reichlich Gelegenheiten für die Musiker liegen, ihre Möglichkeiten zu erkunden. Der nachdrückliche, zackige Dialog, der zwischen Seabrook und Reid in „Grammy Season“ entstehe, sei dafür ein Beispiel; ein anderer sei der rhythmisch aufgeladene Austausch zwischen Laubrock und Rainey in der Mitte von „Afterglow“, unterbrochen von Seabrooks gelegentlichen gezackten Ausbrüchen. Einer der Vorteile einer Rhythmuseinheit wie Formanek und Rainey bestehe darin, dass diese Mikrokonfigurationen nahtlos im Fluss jedes Stücks Gestalt annehmen können. Swift und Reid seien unverzichtbare Bestandteile von Laubrocks Konzept, da sie in einem Moment lyrische Sensibilität, im nächsten rhythmischen Kontrapunkt und in anderen eine reichhaltige Textur böten, die es Laubrock ermögliche, einige ihrer bisher hinreißendsten Kompositionen zu produzieren.

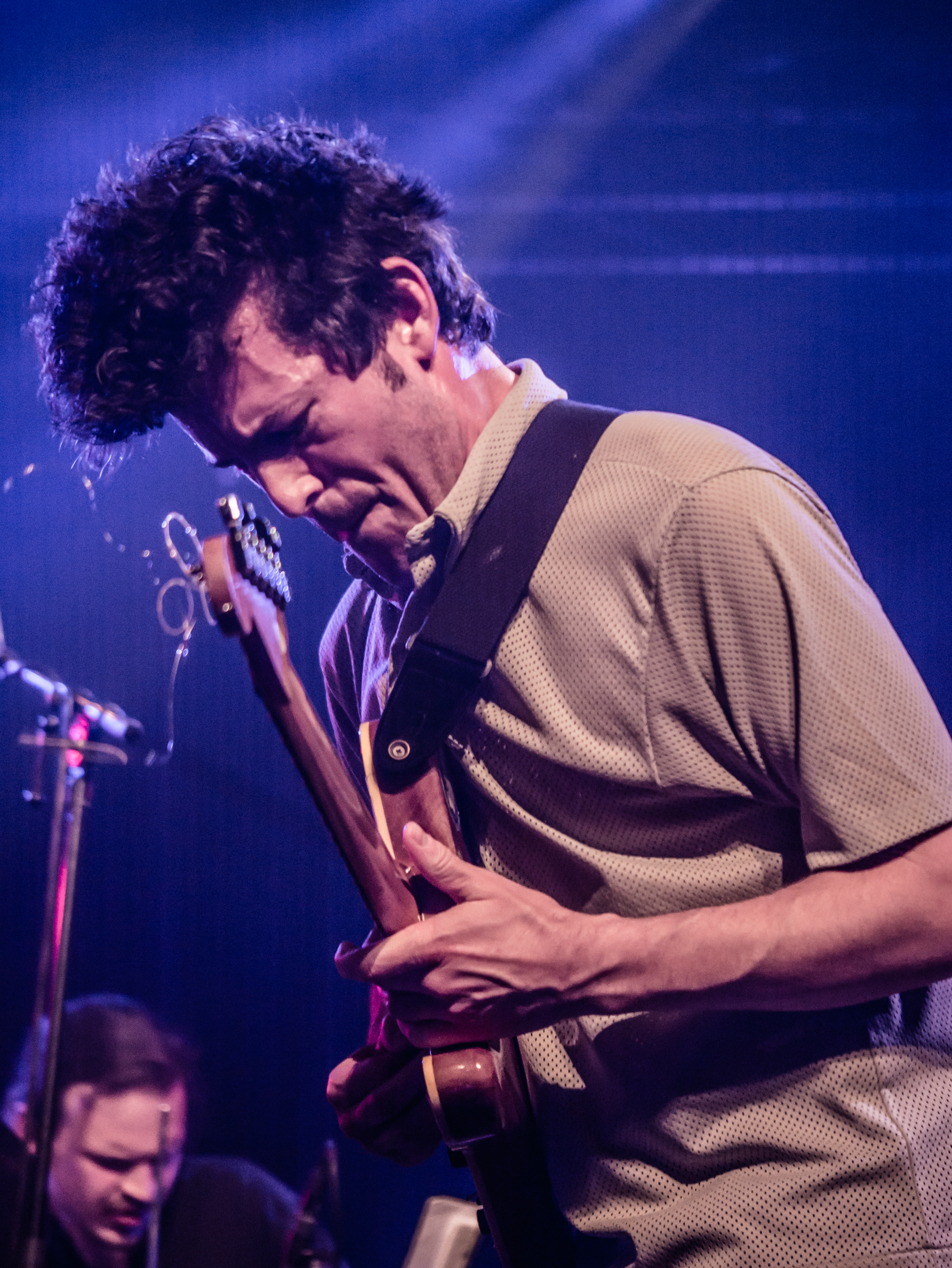
Jazzgitarrist Brandon Seabrook beim Moers Festival 2015

Diese fesselnde Session von Ingrid Laubrock klinge mal roh und dissonant, mal satt melodisch, schrieb Dave Sumner in Daily Bandcamp. Wenn diese beiden Zustände ineinander übergehen, habe dieses Album seine stärksten Momente. Die Musik, die oft locker mit Strukturen spiele, behalte einen scharfen Fokus bei, als ob keine noch so große Wanderung das Ensemble vom Zielpunkt in der Ferne ablenken würde. Sie würden dort im Einklang ankommen, mit derselben Stimme.
Alberto Bazzurro schrieb in der italienischen Ausgabe von All About Jazz, schon die Ausstattung des Werks mit nicht weniger als vier Saiteninstrumenten, davon drei Streichinstrumenten, lasse erahnen, welch dichte und vielfältige Verflechtung von expressiven Elementen bestehe, eine Art nervöse Kammermusik, die von nicht ungewöhnlicher Härte und Körperlichkeit durchzogen sei, aber gleichzeitig oft um eine kontrapunktische Konzeption herumspiele. Laubrocks Spiel sowohl auf Tenor als auch dem Sopransaxophon dominiere das Werk, in dessen Maschen sich darüber hinaus jedes Mitglied völlig unbefangen bewege, sowie auch befriedigt hinsichtlich eigener individueller Ambitionen. Was nicht individualistisch bedeute.
Die Musik, die sie spielen, sei ruhelos, ihre Texturen verändern sich ständig auf faszinierende Weise, schrieb Michael Ullman in The Arts Fuse. Es gebe einen Moment in „Delusions“, in dem alles zum Stillstand komme. Anschließend höre man etwas, was für den Rezensenten wie eine Wand aus Grillen klinge; es scheint ein vom Geiger hoch gespieltes Tremolo zu sein. Bemerkenswert sei, dass es trotz aller Verschiebungen und Wendungen in der Musik und der Neuordnung des Personals auf faszinierende Weise kohärent klinge. Beim letzten Stück, ja bei der gesamten Session, scheint eher darum zu gehen, den Klang des Ensembles ins Rampenlicht zu rücken als die virtuosen Darbietungen seiner Leiterin. Und das Gemeinschaftsprodukt von The Last Quiet Place sei eine hellwache, lebendige Sache.